# Inga Rippe
Inga Matilda Rippe, född 13 mars 1917, död 5 oktober 1990, var en svensk författare och lärare. 
Hon debuterade i tidskriften Ny Lyrik 1950, och publicerade flera diktsamlingar, den sista utgiven 1979. Hon skrev även en bok om stadsdelen Kungsholmen i Stockholm. Som adjunkt undervisade hon i svenska och tyska och var bland annat verksam på Östra Real, Norra Real och Norra Latin i Stockholm.
I en recension av Ljusbrytning (1951) i tidningen Skogsindustriarbetaren framhåller författaren Birger Norman hennes "rena och mjuka, välstämda och böjliga tonfall", och citerar ur en av dikterna:
Högre och högre mot stjärnorna,
blott smärtan är med mig från djupen
som röda cirrusådror strimmande över ändlösa dyningar.
Skall den brista i gryningen och förblöda i solrök
under osynliga stjärnor?
Inga Rippe är begravd på Skogskyrkogården i Stockholm.